# Stay Alive – Überleben um jeden Preis
Stay Alive – Überleben um jeden Preis ist ein US-amerikanischer Horrorfilm aus dem Jahr 2020 unter der Regie von Johnny Martin. Tyler Posey, Summer Spiro und Donald Sutherland sind in den Hauptrollen zu sehen. Drr Film basiert auf dem gleichen Drehbuch wie der südkoreanische Film #amLeben (2020).

## Handlung
Als Aiden eines Morgens aufwacht, bemerkt er sofort, dass etwas Seltsames vor sich geht: Ein Hubschrauber stürzt in ein Gebäude und Menschen werden auf den Straßen angegriffen. In den TV-Nachrichten erfährt er von einer Virusepidemie, die Menschen in eine Art Zombies verwandelt, die es auf lebende Menschen abgesehen haben.
Er verbarrikadiert sich in seiner Wohnung und versucht, sich die Zeit mit einem Vlog zu vertreiben. Doch nach ein paar Tagen macht sich Einsamkeit breit, und ihm gehen allmählich Essen und Trinken aus. Er versucht vergeblich, seine Eltern zu kontaktieren, und erhält schließlich eine Sprachnachricht von seiner Mutter, in der er hört, dass seine Eltern den Zombies zum Opfer fallen. Als auch noch die Wasserversorgung und der Strom ausfallen, verliert er die Fassung und denkt an Selbstmord.
Als er in einer Wohnung gegenüber eine Frau entdeckt, die sich normal verhält, fasst er neuen Mut. Er kontaktiert sie mit Hilfe von vorgefertigten Karten und erfährt, dass sie Eva heißt. Die beiden freunden sich an. Als Aiden in den anderen Wohnungen nach Essen sucht, findet er Walkie-Talkies, damit Eva und er von nun an miteinander reden können.
Auf seiner Suche nach Nahrung trifft Aiden in einer der Wohnungen auf den älteren Edward, der ebenfalls von der Krankheit verschont geblieben ist. Edward schlägt Aiden jedoch bewusstlos, um ihn an seine infizierte Frau zu verfüttern. Aiden gelingt es, sich zu befreien und zu entkommen, wobei Edward von seiner eigenen Frau angegriffen wird.
Aiden eilt zu Eva, deren Wohnung inzwischen von Zombies überrannt wird. Es gelingt ihnen, Aidens Wohnung zu erreichen, wo sie beschließen, gemeinsam zu überleben.

## Rezeption
Auf der Website Rotten Tomatoes hält Stay Alive – Überleben um jeden Preis eine Bewertung von 27 Prozent, basierend auf 11 englischsprachigen Kritiken.
Der Filmdienst schrieb: „Wie das Original blendet der Film herkömmliche Zombie-Action über weite Strecken aus und taucht in die Quarantäne-Situation ein; erst im letzten Drittel wird die innere Spannung zunehmend durch Action ergänzt. Die leicht ironische Note, mit der im südkoreanischen Vorreiter die Überforderung eines digital orientierten Millennials mit handfesten Realitäten geschildert wurde, fällt hier weg; stattdessen setzt der Film ganz auf die Dramatik der Isolation und latenten Bedrohung.“
Oliver Armknecht bewertete die Produktion auf film-rezensionen.de mit fünf von zehn Punkten. Der Film biete zwar ein grundsätzlich interessantes Szenario mit anfänglichem Fokus auf die Psyche, gehe jedoch nicht in die Tiefe. Stattdessen verfalle er zunehmend gängigen Konventionen und langweile mit der Zeit.